# All That You Can't Leave Behind
All That You Can't Leave Behind is het tiende studioalbum van de Ierse band U2, dat uitkwam in 2000. Van het album zijn in totaal meer dan 12 miljoen stuks verkocht. Het album en de singles die er op staan, kregen zeven Grammy Awards. De nummers Beautiful Day, Stuck In A Moment You Can't Get Out Of, Elevation en Walk On werden als single uitgebracht.

## Tracklist
1. Beautiful Day - 4:06
2. Stuck In A Moment You Can't Get Out Of - 4:32
3. Elevation - 3:46
4. Walk On - 4:55
5. Kite - 4:23
6. In a Little While - 3:37
7. Wild Honey - 3:45
8. Peace on Earth - 4:46
9. When I Look at the World - 4:15
10. New York - 5:28
11. Grace - 5:31
12. The Ground Beneath Her Feet (Groot-Brittannië Bonus Track) - 3:43

## Topposities en verkoop
| Land                | Toppositie | Certificatie    | Verkoop    |
| ------------------- | ---------- | --------------- | ---------- |
| Australië           |            | 4x Platina      | 280,000+   |
| Oostenrijk          | 1          | Platina         | 30.000+    |
| Canada              | 1          | 5x Platina      | 500.000+   |
| Denemarken          | 1          | 2x Platina      | 60.000+    |
| Finland             | 1          | Goud            | 27.312+    |
| Frankrijk           | 1          |                 |            |
| Duitsland           |            | Platina/3x Goud | 500.000+   |
| Hongarije           |            | Goud            | 5.000+     |
| Mexico              |            | Platina         | 150.000+   |
| Nederland           | 1          | 2x Platina      | 160.000+   |
| Nieuw-Zeeland       | 1          | 3x Platina      | 45.000+    |
| Noorwegen           |            | Platina         | 40.000+    |
| Polen               |            | Goud            | 20.000+    |
| Zweden              | 1          | Platina         | 60.000+    |
| Zwitserland         | 2          | 2x Platina      | 80.000+    |
| Verenigd Koninkrijk | 1          | 2x Platina      | 600.000+   |
| Verenigde Staten    | 3          | 4x Platina      | 4.000.000+ |

## Bezetting
- Bono - zang, gitaar
- The Edge - gitaar, keyboard, zang
- Adam Clayton - basgitaar
- Larry Mullen jr. - drums